# くわみず病院
くわみず病院（くわみずびょういん）は、社会医療法人芳和会が熊本県熊本市中央区に設置する病院。

## 概要
救急告示病院。日本睡眠学会専門医療機関。公益財団法人日本医療機能評価機構認定病院(病院評価結果(3回目)は	3rdG:Ver.1.0,2015年6月5日認定,2020年5月29日認定有効期限)。
全日本民主医療機関連合会（民医連）に加盟している。

## 沿革
1981年 - 熊本保養院跡地にくわみず病院を開設(64床)。内科,外科,産婦人科を標榜。救急病院告示。生活保護法医療機関指定。
1982年 - 80床使用許可、精神科デイケア施設承認(県下第1号)、高血圧糖尿病患者交流集会、優生保護法指定医師承認
1983年 - 88床使用許可
1984年 - 90床使用許可、 頭部CTスキャナー導入
1986年 - 小児科開設、運動療法施設認可、100床認可
1988年 - 全身CT導入
1989年 - 電子内視鏡導入
1990年 - 乳児検診･３種混合予防接種指定医療機関
1992年 - 「雲仙普賢岳」災害地へ検診団派遣
1994年 - 腹腔鏡下胆嚢摘出術開始
1995年 - 「阪神・淡路大震災」救護班派遣、老人デイケア開始
1997年 - 労働者健康保持増進サービス期間認定(THP)、ヘリカル（全身用）CT導入
1999年 - 心臓血管造影装置(CAG)設置、大動脈バルーンパンピング法施設基準届出受理、冠動脈造影開始記念レセプション
2000年 - 子育て健康生活サポート事業助成受ける、放射線科CRシステム導入
2001年 - 「優良集団給食施設」として県知事表彰、肛門科外来診療開始、カルテ開示、介護保険実態調査実施
2002年 - 睡眠時呼吸障害治療を開始、睡眠時無呼吸症候群市民公開講座開催
2003年 - 臨床研修指定病院管理型承認
2004年 - 病院リニューアル新館完成
2006年 - 禁煙外来開始、治験審査委員会設置
2007年 - マルチCT(16列)導入
2008年 - 歯科開設、胸部検診車更新、PACS導入、経鼻内視鏡導入
2009年 - 無料・低額診療事業開始、重症療養環境加算7床を6床に変更
2010年 - 労働者健康保持増進サービス期間認定（THP）
2011年 - 厚生労働省チーム医療実証委託事業 「メディカルダイエット」、日本プライマリ･ケア学会「熊本民医連家庭医プログラムくまもと」認定施設、亜急性期入院医療管理料10床を8床に、市民公開講座｢SASと肥満｣
2012年 - 医療法人から社会医療法人に変更、「DPC導入の影響評価に係る調査」準備病院（DPC準備病院）、亜急性期入院医療管理料8床を6床に、92床を94床に、ヘッドアップティルド試験施設基準届出、時間内歩行試験施設基準届出、睡眠医療センター開設、電子カルテ稼働
2013年 - 糖尿病専門外来、循環器専門外来開始、ハイケユニット入院医療4床届出、CAG再稼動、指定自立支援医療機関（育成医療･更生医療）、ハイケユニット入院医療8床届出、維持透析開始

## 診療科
- 内科[4]
- 精神科[4]
- 神経科[4]
- 呼吸器科[4]
- 消化器科[4]
- 循環器科[4]
- 小児科[4]
- 外科[4]
- 皮膚科[4]
- こう門科[4]
- 婦人科[4]
- 放射線科[4]
- アレルギー科[4]
- リハビリテーション科[4]
- 歯科[4]
- 人工透析内科[4]

### 専門外来
- 小児科[5]：アレルギー外来(予約制・食物アレルギー中心) 、予防接種外来、3・7カ月乳児健診、離乳食教室
- 禁煙外来[5]
- 糖尿病教育入院[5]
- 睡眠時無呼吸症候群外来（睡眠センター）[5]

## 医療機関の認定
(この節の出典)
- 保険医療機関
- 労災保険指定医療機関
- 指定自立支援医療機関（更生医療）
- 指定自立支援医療機関（精神通院医療）
- 身体障害者福祉法指定医の配置されている医療機関
- 生活保護法指定医療機関
- 結核指定医療機関
- 原子爆弾被害者一般疾病医療取扱医療機関
- 母体保護法指定医の配置されている医療機関
- 臨床研修病院
- 在宅療養支援病院
- DPC対象病院
- 無料低額診療事業実施医療機関
- 難病の患者に対する医療等に関する法律(平成26年法律第50号)に基づく指定医療機関

## 交通アクセス
- 熊本市電「八丁馬場停留場」より徒歩5分
- 熊本都市バス「県庁前」停留所より徒歩5分

## 関連施設
- 菊陽病院 - 菊池郡菊陽町
- 水俣協立病院 - 水俣市桜井町